# Мостарски градски дерби
Мостарски градски дерби је фудбалска утакмица између два Мостарска клуба ХШК Зрињског и ФК Вележа. Утакмице између ова два клуба одигравају се најчешће у сезонама Премијер лиге БиХ. Прва утакмица између ова два клуба је одиграна 1922. године када је основан Вележ. Последице рата у Босни и Херцеговини се још осећају и то је један од разлога зашто је овај дерби попраћен нередима и насиљем.
Током 1920-их и 1930-их одиграно је неколико сусрета између Зрињског и Вележа, а успешнији је био Зрињски. Док је Зрињском био забрањен рад (1945—1992), ФК Вележ је ређао успехе у Југославији. За Вележ су навијали сви Мостарци, без обзира на националну припадност, а Вележових навијача је било широм БиХ. Зрињски своје навијаче има и у остатку долине реке Неретве, где су настањени Хрвати, а за Вележ навијају мостарски Бошњаци и неки Срби. Први пут после 55 година, Зрињски и Вележ су одиграли пријатељску утакмицу 1. марта 2000. године, а резултат је био 2:2. Прву службену утакмицу, Зрињски и Вележ су одиграли 13. августа исте године, када је Зрињски на свом стадиону славио са 2:0. Од тада Зрињски и Вележ играју један од највећих дербија у БиХ у оквиру Премијер лиге БиХ, а дерби се није играо у периоду од сезоне 2003/04. Премијер лиге па до сезоне 2006/07. због тога што је ФК Вележ био испао у Прву лигу Федерације Босне и Херцеговине.
Од 1922. године одиграна је 28 утакмица, од којих је 16 завршено победом Зрињског, 11 победом Вележа, а 1 утакмица је завршена без победника.

## Навијачке групе
Навијачка група Зрињског се зове Ултрас-Зрињски, а Вележа Ред Арми Мостар. Сукоби и несугласице између ових двеју навијачких група појачавају се самим тим што Ултраси десно оријентисани, тако да се на утакмицама Зрињског могу видети заставе Херцег-Босне и хрватска национална обележја, док је Ред Арми данас десно оријентисана навијачка група са наглашеним бошњачким национализмом и исламизмом што се огледа у ношењу исламских верских обележја, верских поклика при навијању и верским исламским поздрављање службеног спикера на Вележовом стадиону пре градских дербија.